# Drejningsmoment konverter
|  | Flytteforslag Denne side er foreslået flyttet til Væskekobling. Klik her for at se flytteforslaget. Begrundelse: https://www.ktr.com/dk/da/produkter/vaeskekobling-hydraulisk-kobling/vaeskekobling/ |

En væskekobling er en momentomformer, som overfører drejningsmoment (rotationsenergi) fra en motor med roterende aksel, fx en forbrændingsmotor eller en elektromotor, til et roterende apparat, fx hjulene på et tog. Kraftoverførslen sker med trinløst variabel udveksling, hvilket  beskytter motoren mod mekanisk overbelastning. Væskekobling anvendes fx i køretøjer med automatgear.
Væskekoblingens grundlæggende egenskab er, at den etablerer en bogstaveligt talt glidende overgang mellem motor og belastning, fx hjul, hvilket er fordelagtigt, når der er stor forskel på rotationshastigheden på de to sider af koblingen. Væskekoblingen kan suppleres med en mekanisme, som fastlåser rotationen mellem motor og belastning, hvilket højner systemets virkningsgrad.